# 방패잡이
방패잡이(supporters 서포터스[*])는 문장학에서 문장의 핵심인 방패를 떠받치듯이 방패 좌우로 그려진 요소다.
방패잡이 역시 중세 시대부터 나타나는 문장 요소지만, 관이나 투구, 휘장처럼 중세 초기부터 일찍이 나타난 요소는 아니었다. 방패잡이가 유행하기 시작한 것은 15세기 말부터지만, 17세기까지도 방패잡이가 문장의 필수적 요소로 여겨지지는 않았다.

## 예시

브라질 히우그란지두노르치 주의 문장. 방패잡이: 나무.
스페인 발렌시아의 문장. 방패잡이: 두 개의 L[1]
네덜란드 잔스타트의 문장. 방패잡이: 고래.
스페인의 국장. 방패잡이: 헤라클레스의 기둥.
오스트리아의 국장. 방패잡이: 흑수리.[2]
뉴욕주의 문장. 방패잡이: 의인화된 자유와 정의.
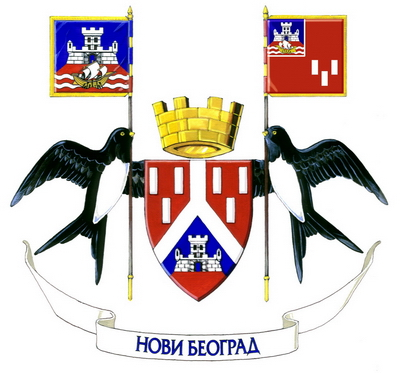
노비베오그라드의 문장. 방패잡이: 제비.
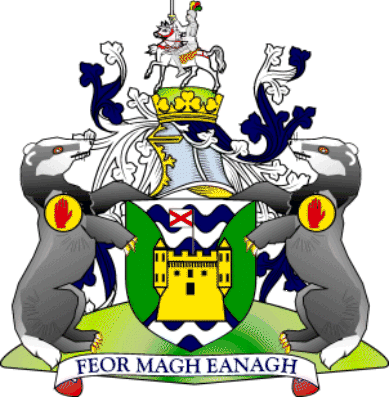
북아일랜드 퍼매너 주의 문장. 방패잡이: 오소리.
사우스조지아 사우스샌드위치 제도의 문장. 방패잡이: 물개와 마카로니펭귄.
영국의 왕실 문장. 방패잡이: 잉글랜드를 상징하는 금사자와 스코틀랜드를 상징하는 유니콘.
엘리자베스 1세 시절 잉글랜드 왕실 문장. 방패잡이: 잉글랜드를 상징하는 금사자와 웨일스를 상징하는 적룡.
말레이시아의 국장. 방패잡이: 호랑이.
중화제국 및 중화민국 북양정부의 국장. 방패잡이: 청룡과 봉황.
유럽 연합군 최고사령부의 문장. 방패잡이: NATO 가맹국들의 국기.
에콰도르의 국장. 방패잡이: 에콰도르의 국기.
프랑스 왕국의 왕실 문장. 방패잡이: 천사.